# Pierre Robert
Pierre Robert (* um 1618 in Louvres; † 30. Dezember 1699 in Paris) war ein französischer Komponist und Kapellmeister des Barock.

## Leben
Pierre Robert, der einer bürgerlichen Pariser Familie entstammte, wurde als Chorknabe an der Kathedrale Notre-Dame de Paris ausgebildet. Er studierte neben der Musik, Theologie und wurde zum Priester geweiht. Seine erste Anstellung als Kapellmeister hatte er ab 1648 an der Kathedrale von Senlis, zwei Jahre später war er Kapellmeister an der Kathedrale von Chartres. Von 1653 bis 1663 war Pierre Robert in Nachfolge von Valentin de Bournonville Kapellmeister an Notre-Dame de Paris. 
Ab 1663 hatte er eine Anstellung als „sous-maître et compositeur“ an der „Chapelle Royale“ und von 1672 nach dem Tod von Thomas Gobert bis 1683 war er „compositeur de la chambre du roi“. 1683 verließ Robert mit einer hohen Pension und ausgestattet mit einträglichen Pfründen die königliche Kapelle, steuerte aber gelegentlich Kompositionen bei.
Während mehr als 20 Jahren war Pierre Robert, abwechselnd mit Henri Dumont, zuständig für die musikalische Gestaltung der täglichen Messen für den König Ludwig XIV. Gemeinsam mit Lully und Dumont gilt er als Schöpfer „Grands Motets“. Als seine wichtigsten Werke gelten die 24 doppelchörigen „Grands Motets“ von 1684, die in etwa dem Stil Lullys entsprechen, sich jedoch bei den Elevationsmotetten den italienischen Formen annähern.

## Werke (Auswahl)
- 2 Motets contrapuntiques, „Regina caeli“ und „Tristis est anima mea“ (vor 1663)
- 24 Grand motets à deux chœurs et instruments pour la Chapelle du roi, (Paris, Ballard 1684)
- 11 Élévations (petits motets) pour la Chapelle du roi
- 3 Hymnen „en plain-chant“ zu Gedichten von Jean Santeul für das neue Brevier von Paris (1680)